# Archirhodomyrtus beckleri
Archirhodomyrtus beckleri är en myrtenväxtart som först beskrevs av Ferdinand von Mueller, och fick sitt nu gällande namn av Andrew John Scott. Archirhodomyrtus beckleri ingår i släktet Archirhodomyrtus och familjen myrtenväxter. Inga underarter finns listade i Catalogue of Life.